# Chandan Hola
Chandan Hola es una ciudad censal situada en el distrito de Delhi sur,  en el territorio de la capital nacional,  Delhi (India). Su población es de 6780 habitantes (2011). 

## Demografía
Según el censo de 2011 la población de Chandan Hola era de 6780 habitantes, de los cuales 3723 eran hombres y 3057 eran mujeres. Chandan Hola tiene una tasa media de alfabetización del 73,45%, inferior a la media estatal del 86,21%: la alfabetización masculina es del 82,46%, y la alfabetización femenina del 62,10%.